# Dave Klec
Dave Klec ist ein US-amerikanischer Schauspieler und Synchronsprecher.

## Leben
Klec erhielt seine Schauspielausbildung am Chicago College of Performing Arts und bei der Theater-Gruppe The Second City, für die er von 2006 bis 2008 tätig war. Er trainierte außerdem professionelles Wrestling bei der Empire Wrestling Federation. 2007 erhielt er eine Tätigkeit als Synchronsprecher für das Computerspiel Call of Duty 4: Modern Warfare, zudem diente er mittels CGI-Effekten und Bewegungserfassung als Vorlage für einige Soldaten im Spiel. Erste Rollenbesetzungen erhielt er ab 2012 in Fernsehserien wie New in Paradise, The Soup Investigates, Privatdetektive im Einsatz, Tattoo Nightmares und Fernsehdokuserien wie 1000 Wege, ins Gras zu beißen und Mein peinlicher Sex-Unfall. 2015 wirkte er im Musikvideo zum Lied Jenny der Band NØTHING MØRE mit. 2016 wirkte er am Computerspiel Call of Duty: Modern Warfare Remastered erneut als Synchronsprecher und 3D-Modell mit. Nach kleineren Rollen in Filmproduktionen spielte er 2019 im Horrorfilm Clown – Willkommen im Kabinett des Schreckens die Rolle des Antagonisten, den Clown Thoth. Losgelöst von dieser Rollenbesetzung erhielt Klec tatsächlich in Mundelein im US-Bundesstaat Illinois eine Ausbildung zum Clown. Im selben Jahr war er außerdem im Musikvideo des Liedes Only Want You von Rita Ora und 6LACK zu sehen. 2021 stellte er in zwei Episoden der Fernsehserie Grace and Frankie den Agenten Ron Siskin dar.

## Filmografie (Auswahl)
- 2012: 1000 Wege, ins Gras zu beißen (1000 Ways to Die, Fernsehdokuserie, Episode 5x10)
- 2013: New in Paradise (Fernsehserie, Episode 1x13)
- 2013: The Soup Investigates (Fernsehserie, Episode 1x02)
- 2014: Mein peinlicher Sex-Unfall (Sex Sent Me to the ER, Fernsehdokuserie, Episode 1x25)
- 2014: Privatdetektive im Einsatz (Fernsehserie)
- 2015: Tattoo Nightmares (Fernsehserie, Episode 3x17)
- 2016: MADtv 20th Anniversary Reunion (Fernsehfilm)
- 2016: Chronologie des Grauens (Murder Book, Fernsehdokuserie, Episode 2x05)
- 2017: Hollywood Darlings (Fernsehserie, Episode 1x08)
- 2017: Kazakh Business in America
- 2018: Sail Away – Mome (Kurzfilm)
- 2019: Clown – Willkommen im Kabinett des Schreckens (Clown)
- 2019: Stumptown (Fernsehserie, Episode 1x04)
- 2020: My love is Aisulu
- 2021: Grace and Frankie (Fernsehserie, 2 Episoden)

## Synchronisationen (Auswahl)
- 2007: Call of Duty 4: Modern Warfare (Computerspiel)
- 2016: Call of Duty: Modern Warfare Remastered (Computerspiel)

## Theater (Auswahl)
- 2007: Once Upon a Mattress, Mercury Theatre
- 2008: Into the Woods, Victory Gardens Theatre
- 2008: The Valiant, Regie: Ron Mark, Chicago Actor’s Studio
- True West, Columbia College Chicago
- The Bad Seed, Beverly Theatre Guild
- Kidnap Girl, Noleash Productions